# Nelly Court
Neeltje Hendrika (Nelly) Court (Amsterdam, 28 december 1882 – Utrecht, 4 september 1937) was een Nederlands kunstschilder en tekenaar. Ze maakte stillevens van bloemen en werkte met olieverf, pastelkrijt en aquarel.

## Biografie
Nelly Court werd geboren in Amsterdam als dochter van Johannes Cornelis Court en Ida Geertruida Horensma. Ze trouwde drie maal, in 1901 met de 41-jarige journalist Jacobus Vonk van wie ze in 1906 scheidde. In 1910 trouwde ze met de notaris Hendrik Albert Beets (1866-1928), een zoon van dominee en dichter Nicolaas Beets, en na diens overlijden hertrouwde ze in 1932 met Jan Wilhelm Theodoor van Konijnenburg. 

### Liefdadigheid
Tijdens de Eerste Wereldoorlog woonde het echtpaar Beets-Court op Boothstraat 6 in Utrecht, waar eerder haar schoonvader Nicolaas Beets had gewoond. In 1915 organiseerde ze in de tuin van het huis tableaux vivants uit de Camera Obscura, waarvan de opbrengsten ten bate van het Plaatselijk Steuncomité kwamen. In hetzelfde jaar exposeerde ze aan het Oudkerkhof een door haar vervaardigd schilderij van het woonhuis, waarvan opbrengsten ten bate van de armenzorg kwamen. In januari 1917 werden werken van haar geëxposeerd in de foyer van de Utrechtse schouwburg. De opbrengsten kwamen ten bate van een Utrechts comité dat zich had gevormd om Franse kinderen uit bezet gebied op te vangen.
Na 1928 maakte ze van Boothstraat 6 een pension.

## Exposities
- 1917 - Larensche Kunsthandel[1]
- 1921 - Kunsthandel J.S. Fetter, Amsterdam[6][7]
- 1924 - Kunstzaal Everts, Rotterdam[8]

## Onderscheiding
- 1925: Ereteken 2e klasse van het Duitse Rode Kruis[9]

- RKD-Nederlands Instituut voor Kunstgeschiedenis: 5922
- Union List of Artist Names: 500737573
- Virtual International Authority File: 9604167202661767930000